# Стригино (аэропорт)

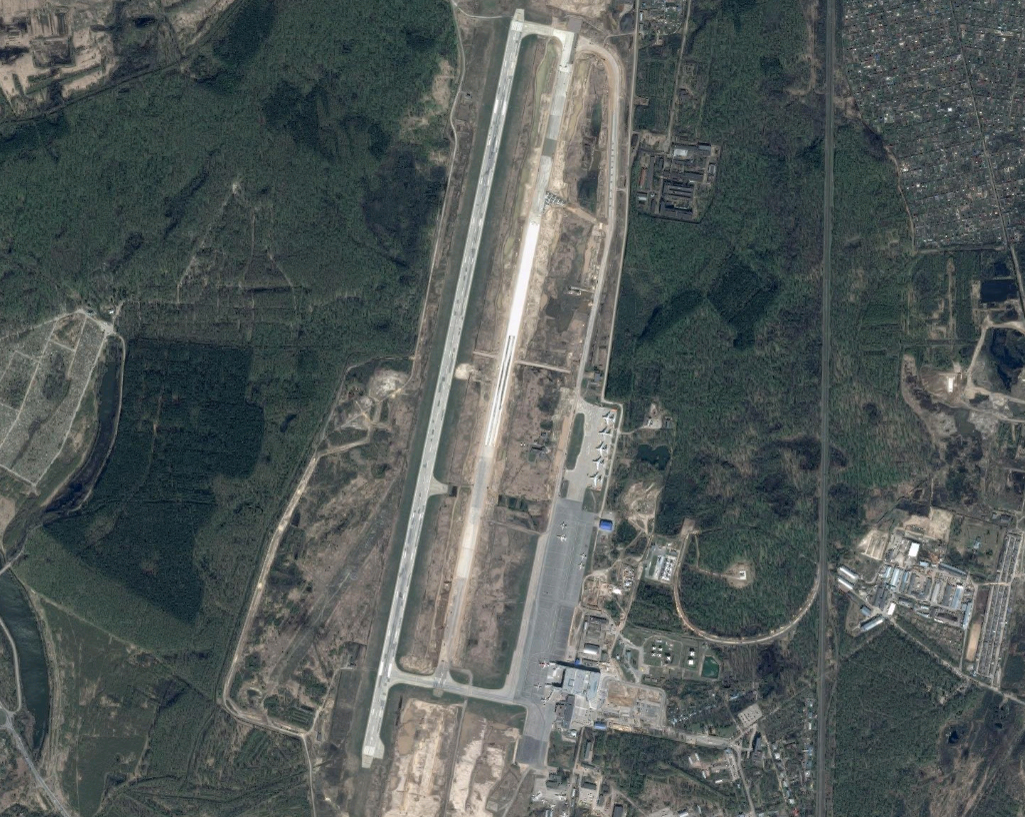
Вид аэропорта со спутника

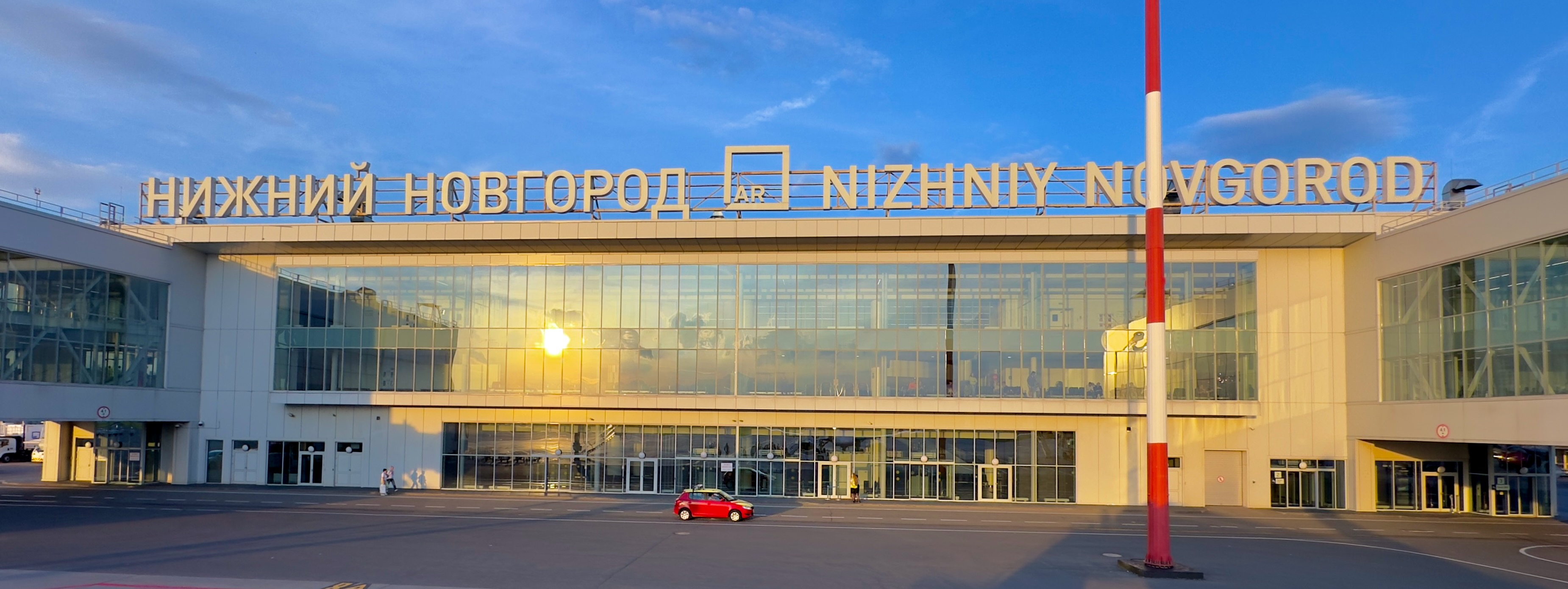
Пассажирский терминал со стороны ВПП

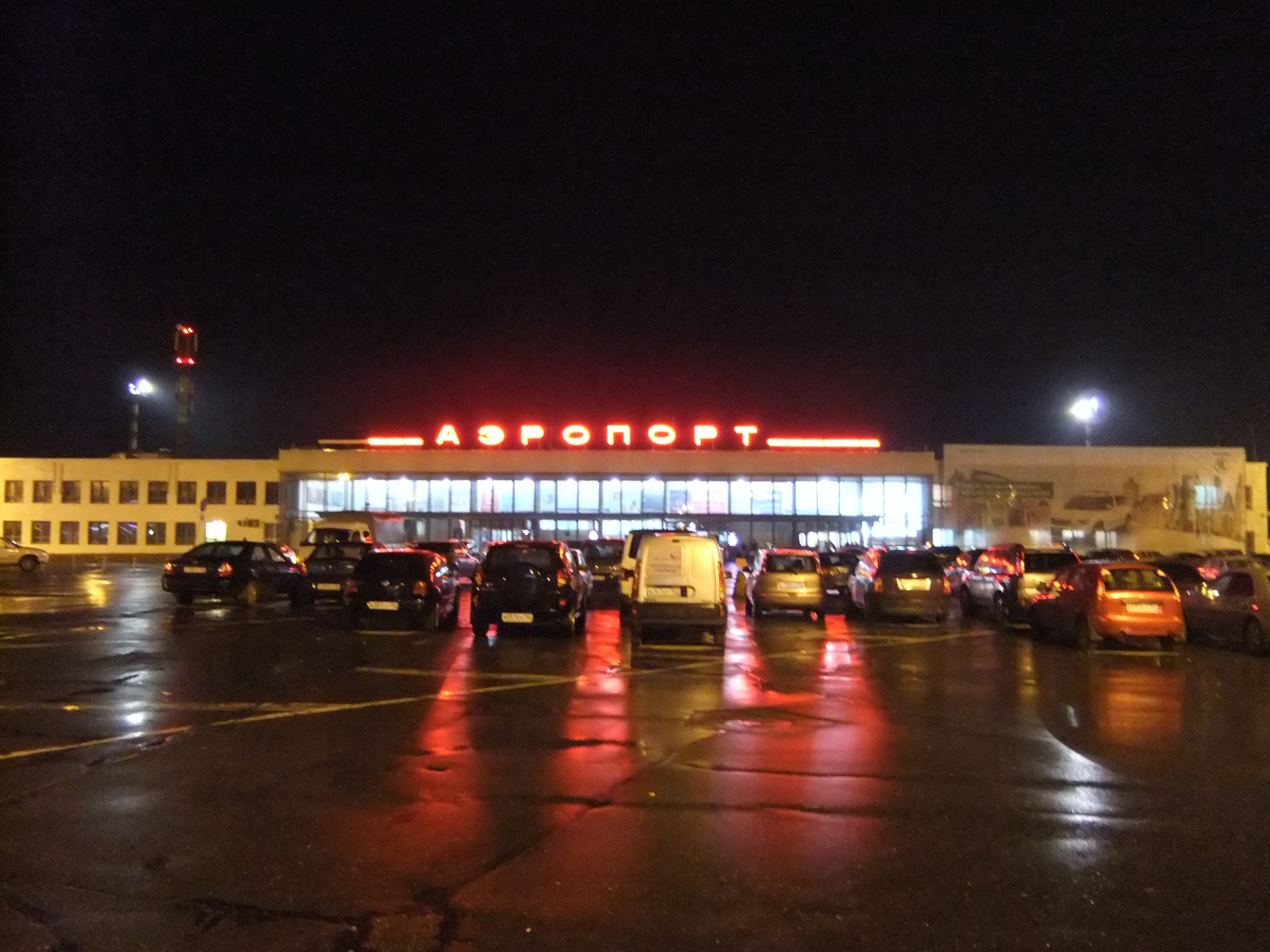
Старый терминал

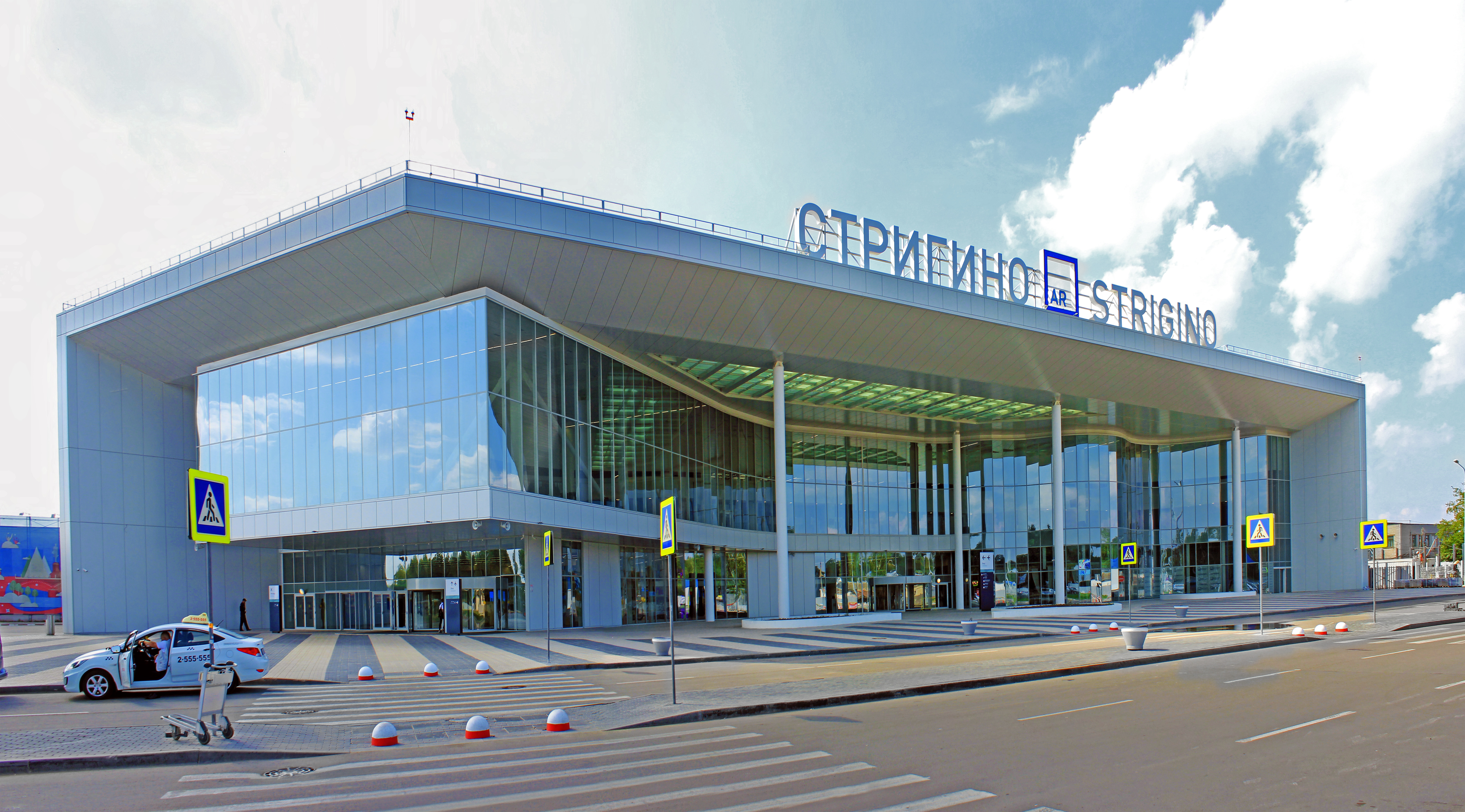
Пассажирский терминал с названием до 2021 года

Аэропорт Нижнего Новгорода имени В. П. Чкалова (ИАТА: GOJ, ИКАО: UWGG), также известный как Стри́гино — международный аэропорт федерального значения с аэродромом класса Б-1, обслуживающий Нижний Новгород и Нижегородскую область. Расположен в западной части Автозаводского района Нижнего Новгорода, в 18 км к юго-западу от центра города. Является аэродромом совместного базирования — помимо гражданской авиации, здесь базируется 675-й авиаполк особого назначения авиации войск национальной гвардии (самолёты Ил-76).
Эксплуатацию аэропорта осуществляет ОАО «Международный аэропорт Нижний Новгород», входящее в холдинг «Аэропорты Регионов», дочернее подразделение группы компаний Ренова.
За 2014 год пассажиропоток аэропорта составил около 1,13 млн пассажиров.

## История
Нижегородский аэропорт ведёт свою историю с 15 июля 1923 года, когда с аэродрома 2-го ремзавода Главвоздухофлота в Канавино был выполнен первый пассажирский рейс в Москву. Между городами регулярно совершали полёты самолёты «Илья Муромец»; с 1 августа 1922 года регулярные рейсы совершались на приобретённых в Германии самолётах «Юнкерс-13».
На нынешнем месте (к северу от посёлка Стригино, включённого в состав города в 1934 году) аэропорт находится с 1938 года, когда была оборудована первая грунтовая взлётно-посадочная полоса 02/20, предназначенная для приёма самолётов DC-3 и классом ниже, а также организованы вспомогательные службы аэропорта.
В 1939 году аэропорт был передан 201 авиаотряду. В ходе войны аэропорт имел стратегическое значение по доставке военных грузов, как произведённых непосредственно на Горьковских заводах, так и для транзита и дозаправки самолётов с грузами из других городов.
В период войны на аэродроме базировались истребительные авиационные полки 142-й истребительной авиационной дивизии ПВО Горьковского района ПВО. В мае 1944 года на аэродроме сформирован 143-й истребительный авиационный полк ПВО на самолётах Як-7б. Полк занимался охране промышленных объектов Горьковского района ПВО, в состав действующей армии не входил. В феврале 1946 года расформирован на аэродроме.
С 1945 года на аэродроме базировался 632-й истребительный авиационный полк ПВО на самолётах Ла-5 (до 1947 года), P-40 Kittyhawk (до 1946 года), Ла-7 (с 1947 по 1952 гг.), МиГ-15 (с 1952 по 1954 год) и МиГ-17 (с 1954 года) из состава 142-й истребительной авиационной дивизии ПВО 52-й воздушной истребительной армии ПВО Московского округа ПВО. Полк выполнял задачи по охране воздушных рубежей Горьковского района ПВО. 22 марта 1958 года полк расформирован на аэродроме.
С 1947 года аэропорт в Стригино один из первых в стране оборудован системой ночной посадки воздушных судов (ОВИ, приводные маяки). По мере развития гражданской авиации в целом аэропорт требовал и получал все более современное оборудование для обеспечения полётов. Если ранее в зимнее время снег со стоянок и ВПП не убирали, а разравнивали и уплотняли, обходясь парой тракторов, катками и гладилками, то с приходом самолётов Ил-12 и Ил-14 потребовалась новая техника для содержания аэродрома в надлежащем состоянии. В тот период ВПП 02/20 имела размеры 1600×60 м, покрытие искусственное комбинированное — центральная часть длиной 800 м бетонная, прилегающие торцевые части длиной по 400 м — из стальных перфорированных полос. Остатки этой ВПП до сих пор видны на спутниковых снимках в виде полосы, проходящей под острым углом к ВПП 18П/36Л в юго-западной части аэродрома.
В 1957 году в аэропорту создана авиадиспетчерская служба (которая в 1990-х годах была преобразована в ГП «Аэронавигация НН» (в настоящее время — Нижегородский центр обслуживания воздушного движения филиала «МЦ АУВД» ФГУП «Госкорпорация по ОрВД»). С 1958 по начало 1960-х годов была проведена большая реконструкция аэропорта: вместо старой ВПП в 1962 году была введена в эксплуатацию новая железобетонная 18П/36Л размерами 1900 Х 49 м. В 1959 году была построена железная дорога из города Горького до аэропорта, хранилище топлива и гостиница.
С марта 1958 года на аэродроме базировался 423-й истребительный авиационный полк ПВО на самолётах МиГ-17 из состава 142-й истребительной авиационной дивизии ПВО 52-й воздушной истребительной армии ПВО Московского округа ПВО. Полк выполнял задачи по охране воздушных рубежей Горьковского района ПВО. С 1 апреля 1960 года полк передан во вновь сформированную 18-ю дивизию ПВО Московского округа ПВО. 17 апреля 1961 года полк расформирован на аэродроме.
С 1960 года в аэропорту базировался 148 объединённый авиаотряд, обладавший собственным флотом воздушных судов. С 1967 года из аэропорта совершались регулярные рейсы в Москву, Ленинград, в южные и сибирские города. С 1971 года в аэропорту базировался 220 авиаотряд, имевший флотом реактивных (Ту-134 и Ту-154 (с 1976 г)) и турбовинтовых (Ан-24) самолётов. В 148 авиаотряде остались самолёты Ан-2. В 1975 году ИВПП была удлиненна на 600 м до 2500 м. В 1979 году аэропорт оборудован современными системами навигации и комплексом средств автоматического захода на посадку в сложных метеоусловиях, что подтверждает готовность средств навигации и обеспечения для приёма самолётов по 1-й категории ИКАО. Новая ИВПП-2 18Л/36П размерами 2805 Х 45 была открыта в 1991 году. В 1993 году получил статус международного аэропорта. Аэропорт Стригино является запасным аэродромом для Московского авиаузла (то есть аэропортов Москвы).
В 1992 году единое предприятие Нижегородский объединённый авиаотряд разделилось на три самостоятельных: государственное предприятие «Международный аэропорт „Нижний Новгород“» (ФГУП «МАНН»), ОАО «Авиакомпания „Нижегородские авиалинии“», государственное предприятие «Аэронавигация НН». В 2003 году на базе активов обанкротившегося ФГУП «МАНН» было образовано открытое акционерное общество «Международный аэропорт Нижний Новгород» (ОАО «МАНН», в настоящее время — АО «МАНН»). 94,51 % акций ОАО «Международный аэропорт „Нижний Новгород“» (МАНН) принадлежит правительству Нижегородской области, 5,5 % — ФГУП «МАНН».
Убыток в 2005 году составил 14,183 млн рублей, прибыль в 2006—824 тыс. рублей, в 2007 13,679 млн рублей.
В феврале 2011 года было принято решение о том, что аэропорт Стригино войдёт в состав нового аэропортового холдинга, создаваемого в России группой компаний «Ренова»
В сентябре 2011 года производственно-техническая служба аэропорта Нижнего Новгорода завершила все работы по подключению аэропорта к глобальной информационной системе поиска багажа авиапассажиров World Tracer. Благодаря чему все пассажиры, прибывшие в аэропорт Стригино (как пункт назначения авиаперелёта) и не обнаружившие личный багаж на багажной ленте в зале прилёта, могут воспользоваться услугой по глобальному розыску багажа World Tracer..

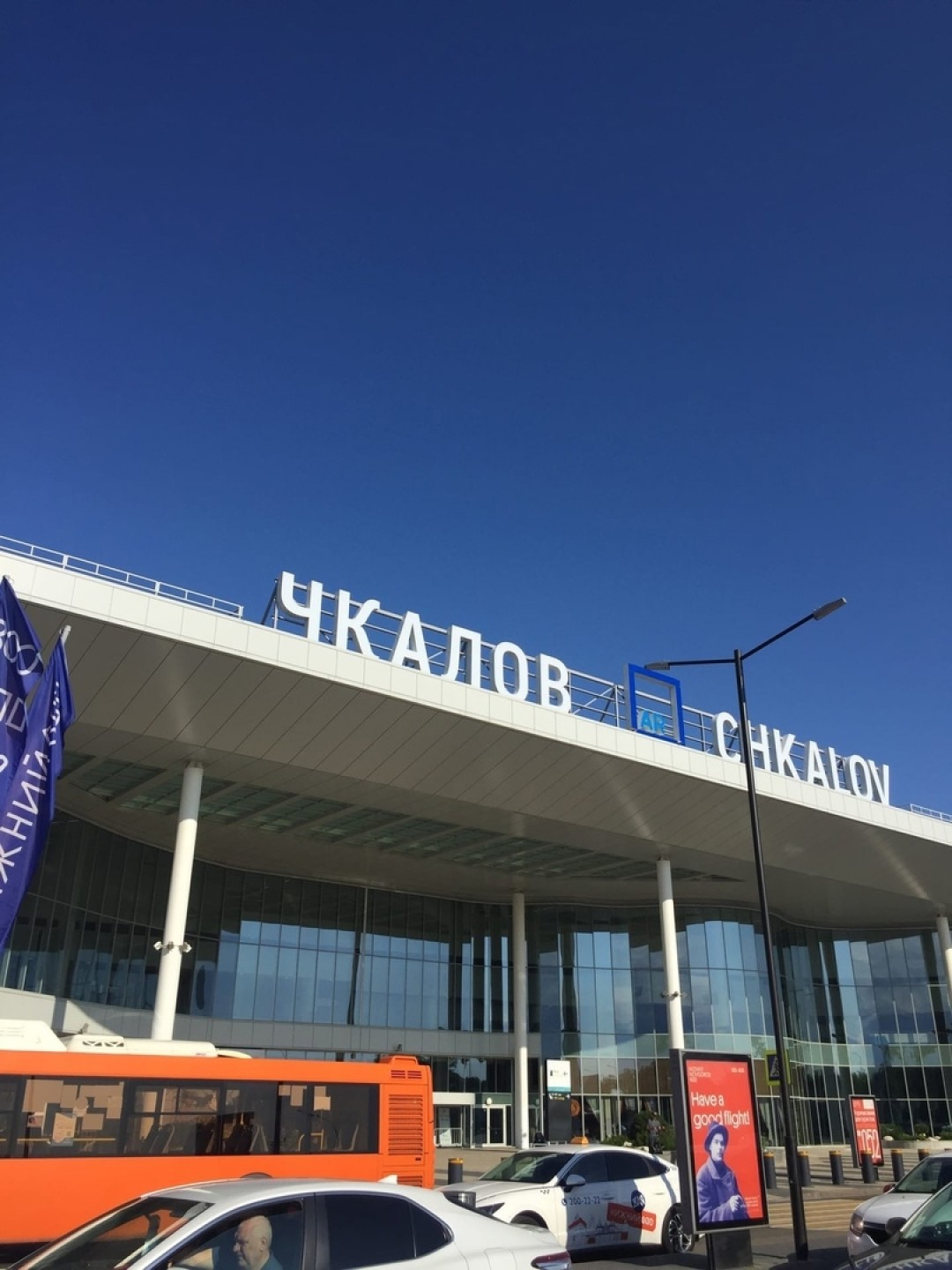
С 2021 года надпись «Стригино» на терминале заменили на имя лётчика В. П. Чкалова

14 мая 2012 года ОАО «Аэропорт Кольцово» (Екатеринбург) приобрёл 74,99 % акций ОАО «Международный аэропорт Нижний Новгород».
В период с 2019 по 2020 год путём голосования жителей аэропорту было присвоено имя В. П. Чкалова. Летом 2021 года вывеска на аэропорту была изменена на «Чкалов».

## Модернизация 2011—2021 годов
С 2011 по 2021 год проводилась трёхэтапная модернизация аэропорта, при этом общий объём заявленных инвестиций, которые ОАО «Аэропорт Кольцово» направит на программы развития, составил 2,7 млрд рублей. К 2021 году новый пассажирский терминал достиг площади 27,8 тыс. м², его пропускная способность составляет 1,5 млн пассажиров в год.
Новый международный терминал аэропорта построен к чемпионату мира по футболу, который прошёл в России в 2018 году. Строительство международного терминала началось в июле 2014 года, с 4 марта 2016 года — введён в эксплуатацию в тестовом режиме. Терминал обслуживает все внутренние перелёты. Приём международных рейсов запланирован на второй квартал 2016 года.

## Принимаемые типыВС
Ил-62, Ил-76, Ил-86, Airbus A318, Airbus A319, Airbus A320, Airbus A321, Airbus A330, Airbus A340, Boeing 737, Boeing 757, Boeing 767, Boeing 777 (с ограничениями по весу судна), Boeing 787, Boeing 747-400F, Антонов Ан-124 (с ограничениями по весу судна) Sukhoi Superjet 100 и все более лёгкие, а также вертолёты всех типов. Классификационное число ВПП (PCN) 33/R/A/W/T.

## Авиакомпании и направления
По состоянию на ноябрь 2024 года из международного аэропорта Стригино выполняют рейсы следующие авиакомпании:

## Пассажиропоток
Данные из запроса в Викиданные.
| год            | 2010    | 2011    | 2012    | 2013    | 2014      | 2015    | 2016    | 2017    | 2018      | 2022      |
| Пассажиропоток | 376 799 | 461 424 | 747 165 | 917 424 | 1 131 874 | 952 078 | 779 500 | 966 000 | 1 140 000 | 1 200 000 |

## Транспортное сообщение
Общественным транспортом проще всего добраться до аэропорта от станции метро «Парк культуры» с помощью  автобусов №11, 20, 56 или 50.
21 августа 2020 года вблизи аэропорта была открыта железнодорожная платформа «Стригино». После открытия платформы с помощью городской электрички стало возможным доехать до верхней части города (станция «Мыза») и до Московского вокзала.

## Происшествия
- 24 мая 1962 года в Горьковской области в 7 км юго-восточнее аэропорта Стригино из-за отказа двигателя и столкновения с наземными предметами при экстренном снижении потерпел катастрофу самолёт Ли-2. Погибло 20 человек[29].
- 7 декабря 2011 года в 7:09 при посадке в международном аэропорту «Нижний Новгород» (МАНН) Boeing 737—800 авиакомпании «Оренбургские авиалинии» выкатился за пределы взлётно-посадочной полосы. Авиалайнер выполнял чартерный рейс по маршруту Хургада — Нижний Новгород. На борту находились 147 пассажиров, пострадавших нет, эвакуация прошла в штатном режиме[30].
- 7 октября 2014 года Airbus А-320 (рейс SU1223 компании «Аэрофлот») совершил аварийную посадку спустя 5 минут после взлёта из-за отказа двигателя. На борту самолёта находилось 119 взрослых и двое детей. Пострадавших нет[31].

## Ближайшие аэропорты в других городах
- Чебоксары (256 км)
- Иваново-Южный (263 км)
- Саранск (301 км)
- Кострома (343 км)
- Все московские аэропорты (около 400 км на запад)
- Казань (около 400 км на восток)